# Stivbladet draba
Stivbladet Draba (Draba aizoides) er en staude med en tæt, pudeformet vækst. Den vokser i det alpine bælte ovenfor trægrænsen.

## Beskrivelse
Bladene er stedsegrønne og danner tætte rosetter. De er sukkulente, smalt elliptiske og helrandede med lange, børsteagtige randhår. Over- og underside er mørkt grågrønne. Blomstringen afhænger af snesmeltningen, men ligger gerne i marts-august. Blosmterne er samlet i endestillede, skærmagtige klaser med 3-20 enkeltblomster. Hver blomst er regelmæssig og 4-tallig med gule kronblade, som ofte bleges og bliver hvidlige. Frugterne er aflange, ofte tilspidsede skulper med mange frø.
Rodnettet er meget kraftigt og dybtgående langs sprækker og revner i undergrunden.
Højde x bredde og årlig tilvækst: 0,10 x 0,10 m (1 x 1 cm/år). Målene kan bruges til beregning af planteafstande i fx haver.

## Hjemsted
Stivbladet Draba hører hjemme i det centrale, østlige og sydlige Europas bjergegne, hvor den vokser i det alpine bælte ovenfor trægrænsen. Den foretrækker en lysåben vokseplads med veldrænet, gruset og kalkrig, men næringsfattig jord. 
I naturreservatet Lastoni Selva Pezzi nær Padua i Norditalien findes arten på nøgle kalkklipper i 1.500-1.900 m højde sammen med bl.a. Alpe-Dafne, Alpe-Kugleblomst, Carex mucronata (en art af Star), Dværg-Korsved, Festuca alpina (en art af Svingel), Murrude, Potentilla caulescens (en art af Potentil), Silene saxifraga (en art af Limurt) og Skør Bægerbregne
| Portal | Portal:Botanik |

## Note
1. ↑  Veneto Agricoltura: Riserva naturale integrale Lastoni Selva Pezzi (engelsk)